# 重田雅史
重田 雅史（おもだ まさし、1959年11月19日 - ）は、日本の国土交通官僚。国土交通省大臣官房物流審議官や、内閣府総合海洋政策推進事務局長を務めた。

## 人物・経歴
広島県江田島市生まれ。船で片道1時間かけて通った修道高等学校を経て、1983年東京大学法学部卒業、運輸省入省。貨物自動車運送事業法の制定や、新航空システムの整備などに携わった。
1983年運輸省海事局総務課。1986年運輸省貨物流通局政策課。1990年運輸省大臣官房国有鉄道改革推進部監理課補佐官。1991年運輸省航空局管制保安部企画課補佐官。1994年運輸省鉄道局業務課補佐官。1995年福島県警察本部警務部長。1997年運輸省大臣官房企画官（海上技術安全局）。1998年運輸省大臣官房企画官（会計課）。
2000年運輸省大臣官房企画官（運輸政策局）。2001年国土交通省大臣官房総務課企画官（総合政策局）。
2001年国際観光振興会パリ観光宣伝事務所長。2004年内閣官房内閣参事官（内閣官房副長官補付）。2006年国土交通省総合政策局観光地域振興課長。2008年国土交通省海事局内航課長。2009年国土交通省中国運輸局次長。2010年国土交通省大臣官房参事官（会計担当）。
2011年国土交通省大臣官房会計課長。2012年国土交通省航空局交通管制部長。2014年国土交通省航空局次長。2016年局長級の国土交通省大臣官房物流審議官に就任。物流業界の人手不足への対応などにあたった。2018年7月31日内閣府総合海洋政策推進事務局長。2019年7月9日退官。同年12月1日株式会社日立物流上席理事。2020年10月1日株式会社日立物流経営戦略本部担当本部長兼営業統括本部輸送事業強化PJ副PJ長。2023年ロジスティード株式会社営業統括本部担当本部長兼輸送事業強化本部副本部長。